# Ivaldo Bertazzo
Ivaldo Bertazzo (São Paulo, 1939) is een Braziliaans danser, choreograaf en bewegingstherapeut.

## Levensloop
Bertazzo werd geboren als zoon van een Italiaanse vader en Libanese moeder.
Hij begon zijn carrière als professioneel danser toen hij zestien was. Hij trad zowel in Latijns-Amerika op als in andere delen van de wereld waaronder in Spanje, Griekenland, Turkije en India.
Sinds 1975 legt hij zich toe op het werk als jongerenwerker, dansleraar en choreograaf. In dat jaar zette hij de Escola de Movimento (Bewegingsschool) op in São Paulo. Hier ontwikkelt hij vernieuwende trainingsschema's voor jongeren uit de favela's en andere kansarme milieus. Hij biedt ze perspectieven door ze dans, beweging en culturele opvoeding te geven, met naast dans ook vakken als geschiedenis, communicatie, logopedie en gezondheidszorg.
In zijn choreografieën combineert hij uiteenlopende dansstijlen, variërend van hiphop, capoeira tot zelfs Indiase dans. Met zijn pupillen treedt hij wereldwijd op, waaronder tijdens het Holland Dance Festival in Den Haag in 2005.
In 2004 werd Bertazzo voor zijn Escola de Movimento en de bevordering van de danscultuur bekroond met een Prins Claus Prijs.
- Gemeinsame Normdatei: 1057367311
- International Standard Name Identifier: 0000 0000 5003 2562
- Library of Congress Control Number: nr2003019180
- Système universitaire de documentation: 243805985
- Virtual International Authority File: 71334373
- WorldCat: E39PBJhmR67gWfXj7rXPFVH9jC